# 天苑七
鯨魚座π，又名BD-14 519，HD 17081、SAO 148575、HR 811，是鯨魚座的一颗恒星，视星等为4.25，位于銀經191.81，銀緯-60.57，其B1900.0坐标为赤經2h 39m 21.7s，赤緯-14° -60.57′ 56″。